# E68 (Ecuador)
De E68 of Vía Colectora Alamor-El Empalme (Verzamelweg Alamor-El Empalme) is een secundaire nationale weg in Ecuador. De weg loopt van Alamor naar Zaracay en is 46 kilometer lang. 